# Нория
Нòрия (на арабски: ناعورة, nā‘ūra, от сирийски ܢܥܘܪܐ, nā‘orā, букв. „ръмжило“) е хидроенергийно задвижвано колело, използвано за повдигане на вода в малък акведукт, било то за напояване или за водоснабдяване на градове и села.

## Име и значение

### Етимология
Английската дума noria произлиза от испанската noria, а арабската nā‘ūra (ناعورة) произлиза от арабския глагол, означаващ „стеня“ или „сумтя“, по отношение на звука, който издава при завъртане.

### Норияспрямосакия
Терминът „нория“ обикновено се използва за устройства, които използват силата на движещата се вода, за да завъртят колелото. За устройства, задвижвани от животни, обичайният термин е сакиях или сакия. Други видове подобни устройства са групирани под името „верижни помпи“. Въпреки това имената на традиционните устройства за повдигане на вода, използвани в Близкия изток, Индия, Испания и други райони, често се използват свободно и се припокриват или варират в зависимост от региона. Книгата на Исмаил ал-Джазари за механичните устройства например групира задвижваното с вода колело и няколко други вида устройства за повдигане на вода под общия термин „сакия“. В Испания, за разлика от това, терминът „нория“ се използва и за двата вида колела, независимо дали са задвижвани от животни или водно течение.

## Функция
Норията изпълнява функцията да премества вода от по-ниска към по-висока кота, използвайки енергията, получена от течението на реката. Състои се от голямо, тясно водно колело с долна част, чийто ръб е съставен от поредица от контейнери или отделения, които повдигат вода от реката към акведукт в горната част на колелото. Концепцията му е подобна на съвременния хидравличен таран, който също използва силата на течащата вода, за да изпомпва част от водата от реката.
Традиционните нории могат да имат тенджери, кофи или тръби, прикрепени директно към периферията на колелото, всъщност сакии, задвижвани от течаща вода, а не от животни или двигатели. За някои самите кофи образуват задвижващите повърхности, за повечето кофите са отделни от водните колела и са прикрепени от едната страна. По-модерните видове могат да бъдат изградени с отделения. Всички типове са конфигурирани да изпускат повдигнатата вода странично към канал. За модерна нория в Щефисбург, Швейцария, дизайнерите са свързали по уникален начин двете функционални колела не директно, а чрез чифт зъбни колела. Това позволява индивидуално изменение на скоростите, диаметрите и нивата на водата.
За разлика от водните колела, намиращи се във водните мелници, норията не осигурява механична мощност за никой друг процес. Няколко исторически нории са били хибриди, състоящи се от водни колела, подпомагани вторично от животинска сила. Известен е поне един случай, в който нория захранва солница с морска вода. 

## История
Водоповдигащите колела, задвижвани с гребла, са се появили в Древен Египет до IV век пр.н.е. Според Джон Питър Олесън, както разделеното на отделения колело, така и хидравличната нория се появяват в Египет през IV век пр.н.е., като сакията е изобретена там век по-късно. Това се подкрепя от археологически находки във Фаюм, където е открито най-старото археологическо доказателство за водно колело, под формата на сакия, датиращо от III век пр.н.е. Папирус, датиращ от II век пр.н.е., също открит във Фаюм, споменава водно колело, използвано за напояване, фреска от II век пр.н.е., открита в Александрия, изобразява разделена на отделения сакия, а писанията на Каликсен Родоски споменават използването на сакия в Птолемеевото царство по време на управлението на фараон Птолемей IV в края на III век пр.н.е.
Водните колела с подгряване и надгряване, задвижвани както от животни, така и от вода, с тяло с отделения (на лат. tympanum) или с венец с отделения, са били използвани от елинистическите инженери между III и II век пр.н.е. През I век пр.н.е. римският архитект Витрувий описва функцията на норията. Около 300 г. римляните заменят дървените отделения с отделни, прикрепени керамични съдове, които са завързани от външната страна на колело с отворена рамка, като по този начин създават норията.
По време на Златния век на исляма нориите са били възприети от Класическата античност от мюсюлмански инженери, които са направили подобрения в нориите. Например механизмът на маховика, използван за изглаждане на предаването на мощност от задвижващо устройство към задвижвана машина, е изобретен от Ибн Басал (док. 1038 – 1075) от Андалус, който е пионер в използването на маховика в норията и сакията. През 1206 г. Исмаил ал-Джазари въвежда използването на каранк в норията и сакията, като концепцията за минимизиране на прекъсванията е подразбираща се с цел максимизиране на тяхната ефективност.
Мюсюлмански инженери са използвали нории, за да изпускат вода в акведукти, които са я пренасяли до градове и полета. Нориите в Хама, Сирия, например са били 20 m в диаметър и все още се използват в днешно време (въпреки че в момента служат само за естетически цели. Най-голямото колело има 120 отделения за събиране на вода и може да повдигне повече от 95 литра вода в минута. През X век, в „Ал-Хауи“ на Мухаммад ибн Закария ал-Рази е описана нория в Ирак, която може да повдига до 153 000 литра на час или 2550 литра в минута. Това е сравнимо с производството на съвременните нории в Източна Азия, които могат да повдигат до 288 000 литра на час или 4800 литра в минута.
В края на XIII век султанът на Маринидите Абу Якуб Юсуф ан-Наср построява огромна нория, понякога наричана „Голямата нория“, за да осигури вода за обширната градина Мосара, която създал във Фес, Мароко. Строежът му започва през 1286 г. и е завършен на следващата година. Норията, проектирана от андалусийски инженер на име Ибн ал-Хадж, е с диаметър 26 метра и ширина 2 метра.:с. 68 Колелото е направено от дърво, но покрито с мед, и е вградено в каменна конструкция, прилежаща към близката градска порта. След упадъка на Маринидите както градините, така и норията изпадат в занемаряване; според сведенията колелото на норията изчезва през 1888 г., остават само останки от каменната основа.:с. 98

Многобройни нории са построени и в Андалус по време на ислямския период на Иберийския полуостров (VIII – XV век) и продължават да бъдат строени от християнски испански инженери след това. Най-известните са Алболафия в Кордоба (с неясна дата, частично реконструирана днес), по поречието на река Гуадалкивир, и бившата нория в Толедо, по поречието на река Тежу. Според ал-Идриси толедската нория е била особено голяма и е могла да издига вода от реката до акведукт на над 40 метра над нея, който след това е снабдявал града с вода. Нории и подобни устройства също са били използвани в голям мащаб в някои части на Испания за селскостопански цели. Твърди се, че оризовите плантации във Валенсия са имали 8000 нории, докато Майорка е имала над 4000 сакии, задвижвани от животни, които са били използвани до началото на XX век. Алкантарила Нория близо до Мурсия, нория, построена през XV век по време на испанското християнско управление, е един от по-известните примери, оцелели до наши дни.
- Нория в Томар, Португалия. Сдвоени керамични съдове по протежение на колелото събират водата.
- Крупен план на норията в Томар
- Нория в Джамби, Индонезия, между 1914 и 1921 г.
- В Ал-Растан, Сирия през 30-те години на XX век
- На Ефрат, при Аджмия, близо до Рава, Ирак, през 1911 г.
- Нория де Касас де Рио в Рекена, Испания, през 2009 г. Работеща.
- Азуда де ла Монтаня, Мадрид, Испания
- Нория от Алкантарила в Испания, действаща от 2020 г.
- Нория от Л'Алкудия, Рибера Алта
- Нория в Щефисбург, Германия, показва повдигане на ~150 л/с